# William Bennett (politico statunitense 1943)
William John Bennett (New York, 31 luglio 1943) è un politico e opinionista statunitense, segretario dell'Istruzione durante la presidenza Reagan dal 1985 al 1988.

## Biografia
Bennett è nato nel luglio 1943 a Brooklyn, figlio di Nancy Walsh, una segretaria medica, e di F. Robert Bennett, un banchiere. La sua famiglia si trasferì a Washington, dove frequentò il Gonzaga College High School. Si è laureato al Williams College nel 1965 e ha conseguito un dottorato di ricerca presso l'Università del Texas, ad Austin, in Filosofia politica nel 1970. Ha anche conseguito nel 1971 un JD presso la Harvard Law School.

## Carriera
Bennett è stato decano associato del College of Liberal Arts della Boston University dal 1971 al 1972, e poi è diventato assistente professore di filosofia e assistente di John Silber, il presidente del college, dal 1972 al 1976. Nel maggio 1979, Bennett divenne direttore del National Humanities Center, una struttura di ricerca privata nella Carolina del Nord, dopo la morte del suo fondatore Charles Frankel.

### Uffici federali
Nel 1981 il presidente Reagan nominò Bennett a presiedere il National Endowment for the Humanities (NEH), dove prestò servizio fino a quando Reagan lo nominò segretario all'istruzione nel 1985. Reagan originariamente nominò Mel Bradford alla posizione, ma a causa delle opinioni pro-confederate di Bradford, Bennett fu nominato al suo posto. Questo evento fu in seguito indicato come lo spartiacque nella divergenza tra i paleoconservatori, che sostenevano Bradford, e i neoconservatori, guidati da Irving Kristol, che sosteneva Bennett.
Mentre era al NEH, Bennett ha pubblicato "To Reclaim a Legacy: A Report on the Humanities in Higher Education", un rapporto di 63 pagine. Si basava su una valutazione dell'insegnamento e dell'apprendimento delle discipline umanistiche a livello di maturità, condotta da un gruppo di studio a nastro blu di 31 autorità di spicco a livello nazionale sull'istruzione superiore convocato da NEH.
Nel maggio 1986, Bennett passò dal Partito Democratico a quello Repubblicano. Nel settembre 1988, Bennett si dimise da segretario all'istruzione, per unirsi allo studio legale di Washington di Dunnels, Duvall, Bennett e Porter. Nel marzo 1989 tornò al governo federale, diventando il primo direttore dell'Office of National Drug Control Policy, nominato dal presidente George H. W. Bush. Fu confermato dal Senato con un voto di 97-2. Ha lasciato quella posizione nel dicembre 1990

## Vita privata
Bennett sposò sua moglie, Mary Elayne Glover, nel 1982. Hanno due figli, Giovanni e Giuseppe. Elayne è presidente e fondatrice della Best Friends Foundation, un programma nazionale che promuove l'astinenza sessuale tra gli adolescenti.
Bennett è il fratello minore dell'avvocato di Washington Robert S. Bennett.